# Гъ
Гъ, гъ — кириллический диграф, используемый в абазинском, аварском, агульском, адыгейском, кабардино-черкесском, карачаево-балкарском, кумыкском, лакском, лезгинском, осетинском, рутульском, табасаранском, татском и цахурском языках.

## Использование
В абазинском, табасаранском алфавитах считается отдельной буквой и используется для обозначения звука [ɣ].
В аварском, адыгейском, кабардино-черкесском, карачаево-балкарском, кумыкском, лакском, лезгинской, осетинской, рутульском, татском, цахурском алфавитах также считается отдельной буквой и используется для обозначения звука [ʁ].